# Уэйв-Хилл (Нью-Йорк)

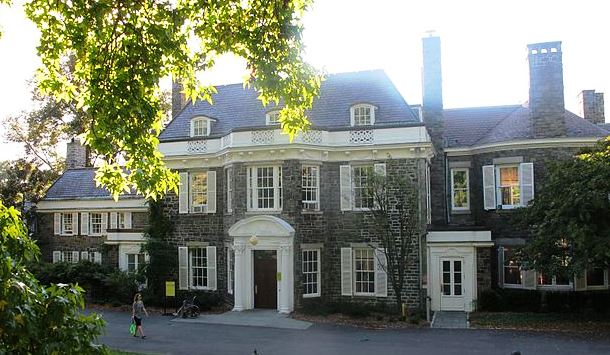
Усадьба Уэйв-Хилл

Уэйв-Хилл — это усадьба площадью 28 акров (11 га), состоящая из общественных садов и культурного центра. Участок расположен в Хадсон-Хилл (окраина Ривердейла в Бронксе, Нью-Йорк). Она расположена на склоне с видом на реку Гудзон и Палисади Нью-Джерси. Парк внесён в Национальный реестр исторических мест США (официальный перечень памятников истории, ведётся федеральным правительством США). В галерее Глиндор, а также в парке демонстрируются экспонаты изобразительного искусства.

## История
Сначала Уэйв-Хилл был серым особняком из щебня, который был построен в 1843 году Уильямом Леви Моррисоном. С 1866 по 1903 г. дом принадлежал издателю Уильяму Генри Эплтону, который с 1866 по 1869, и в 1890 году расширял его и добавил к участкам земли вокруг дома оранжереи и сады. В течение этих лет дом посетил Томас Генри Хаксли, который помог Чарльзу Дарвину доказать теорию эволюционного учения. Семья Теодора Рузвельта арендовала Уэйв-Хилл в течение летних сезонов с 1870 по 1871, а с 1901 по 1903 его снимал Марк Твен.
В 1903 году дом приобрёл Джордж Перкинс (работник американского банка J. P. Morgan). По соседству с ним расположен особняк, построенный семьей Гарриман в 1888 году (включает галерею Глиндор), который позже сгорел, но был восстановлен в 1927 году.
В 1910 году Перкинс добавил подземное помещение для отдыха, в котором располагалась дорожка для боулинга.
Другими известными арендаторами усадьбы были дирижёр Артуро Тосканини (1942 — 1945) и ведущие члены британской делегации Организации Объединенных Наций (1950 — 1956). В 1960 году, по предложению Роберта Мозеса, семья Перкинсов-Фрименов передала дом городу Нью-Йорку. В 1983 году усадьба была включена в официальный перечень памятников истории, который ведётся федеральным правительством США.
В 2005 году сад оказался среди 406 нью-йоркских художественных и общественных учреждений, которые получили грант в размере 20 миллионов долларов от корпорации Карнеги (целевой благотворительный фонд, основанный в 1911 году), который стал возможным благодаря пожертвованиям мэра Нью-Йорка Майкла Блумберга.

## Галерея

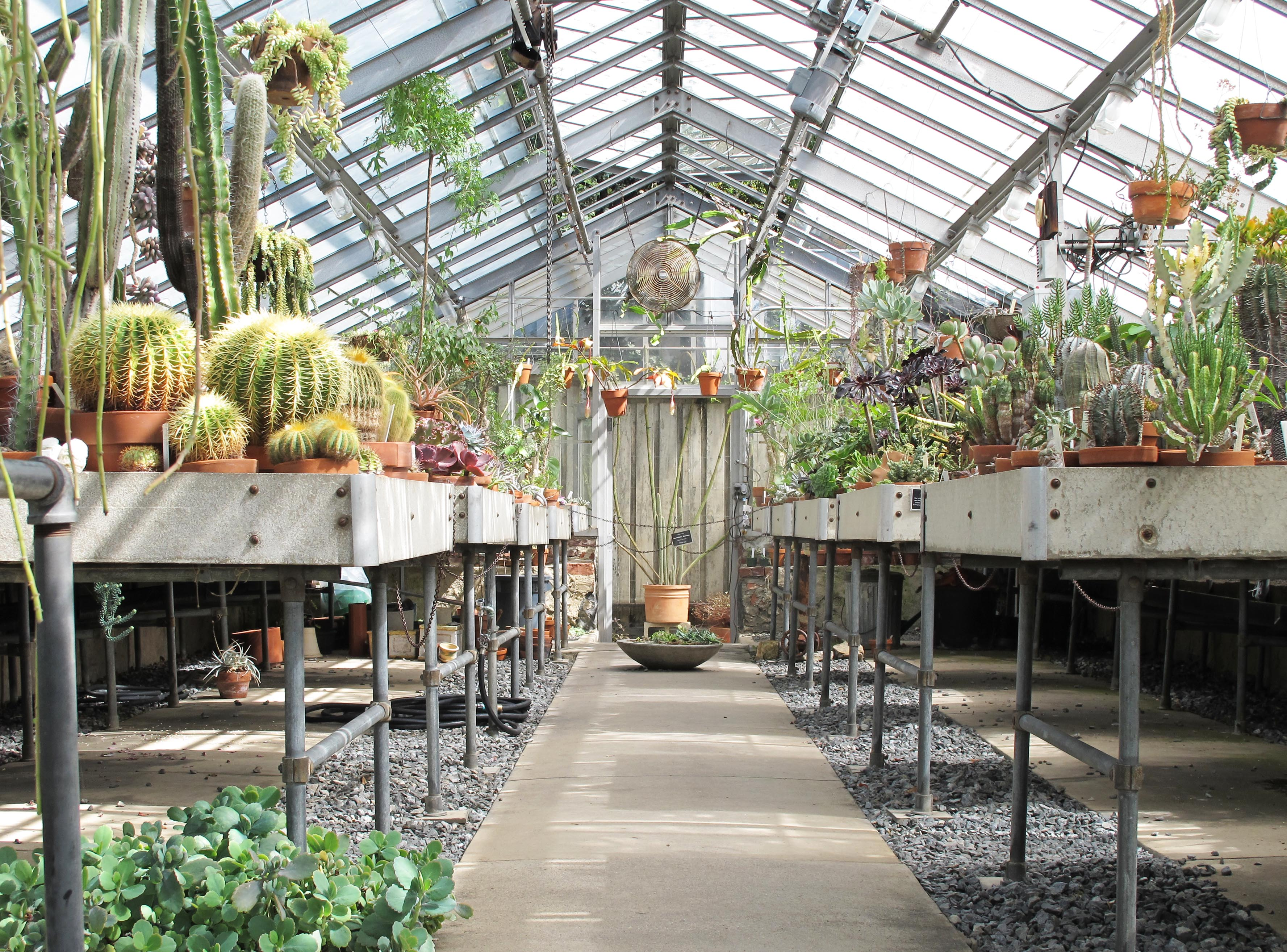
Коллекция кактусов и суккулентов
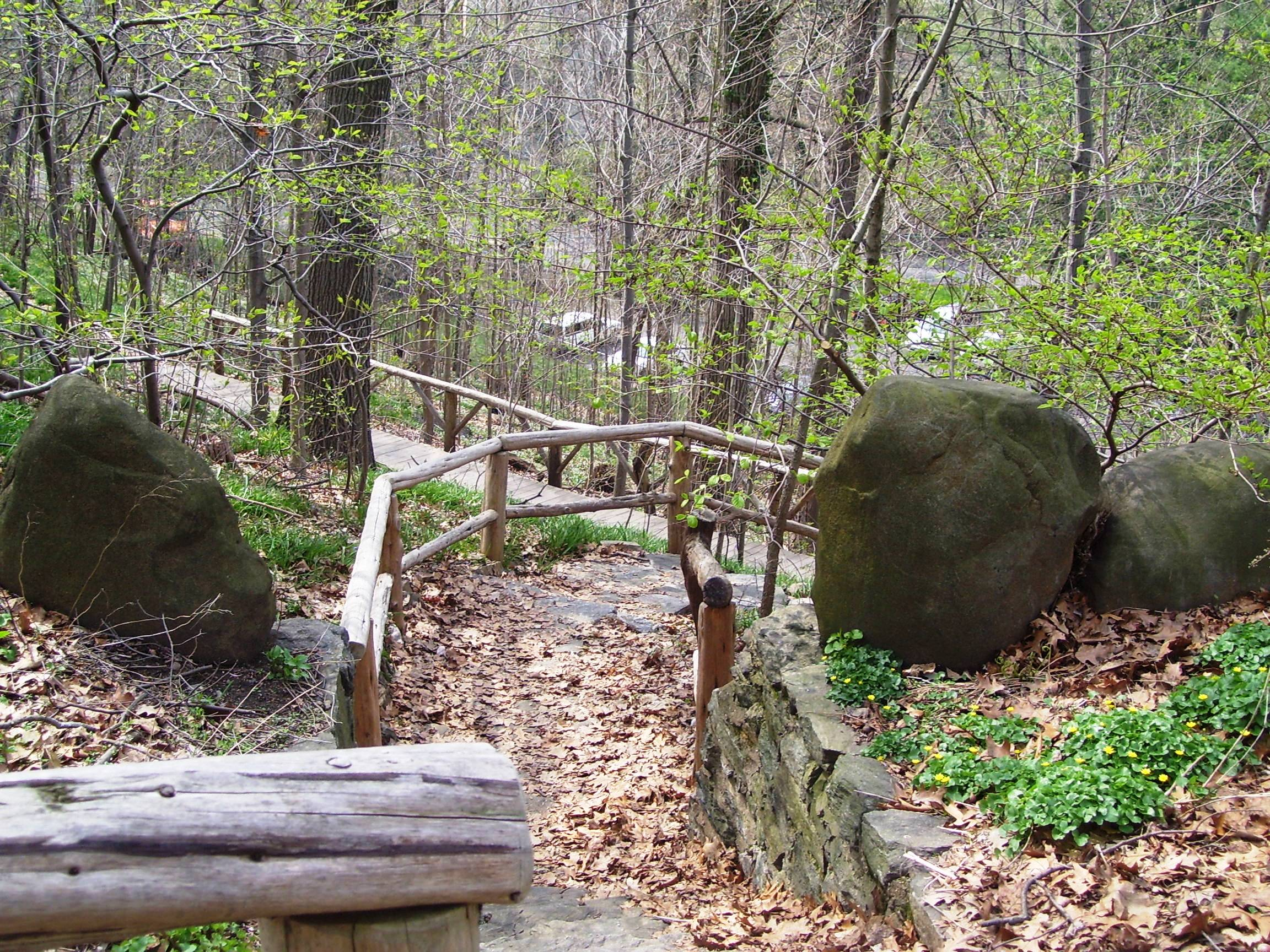
Дорожка через лес Абронсов
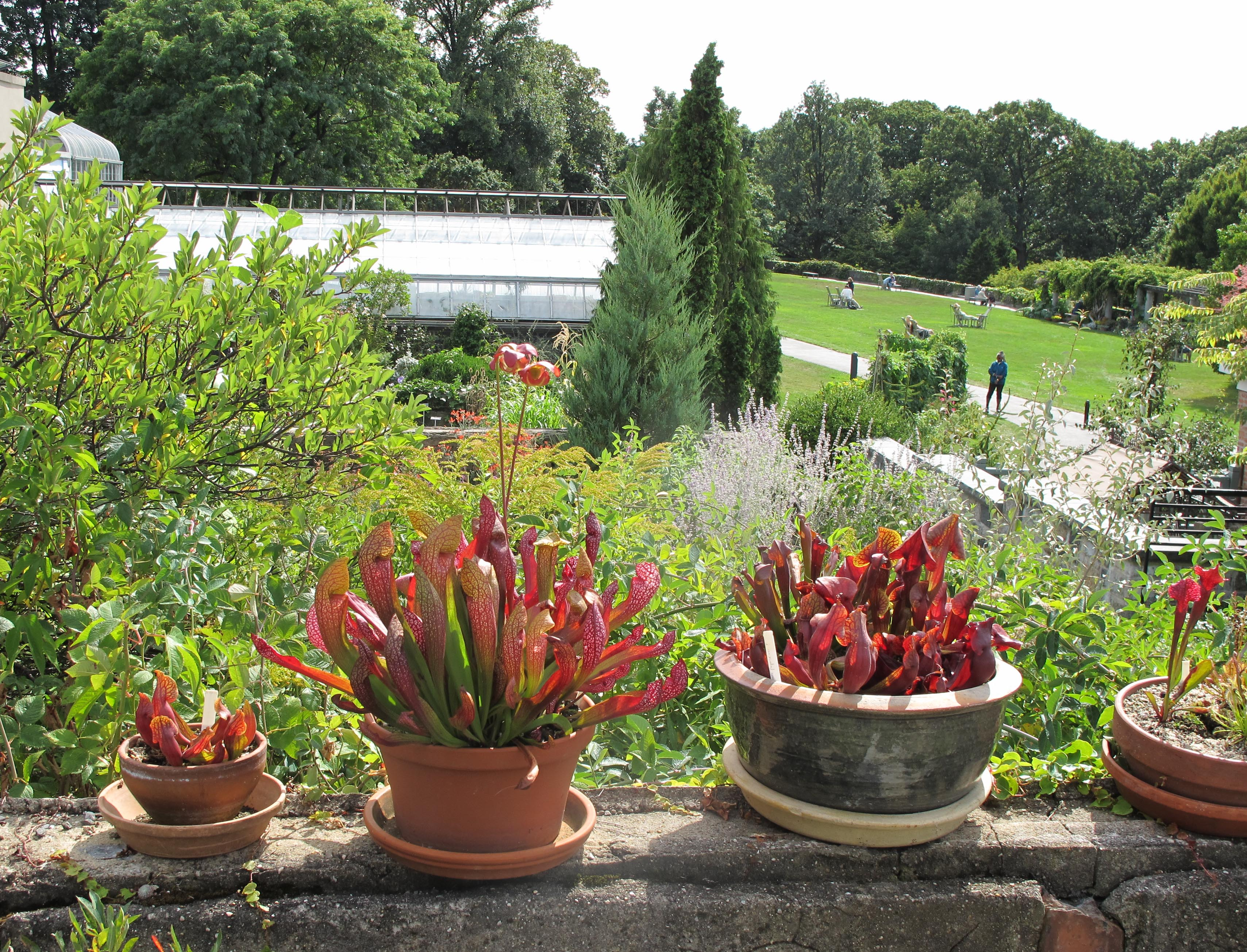
Пейзаж Уэйв-Хилл с насекомоядными растениями на переднем плане
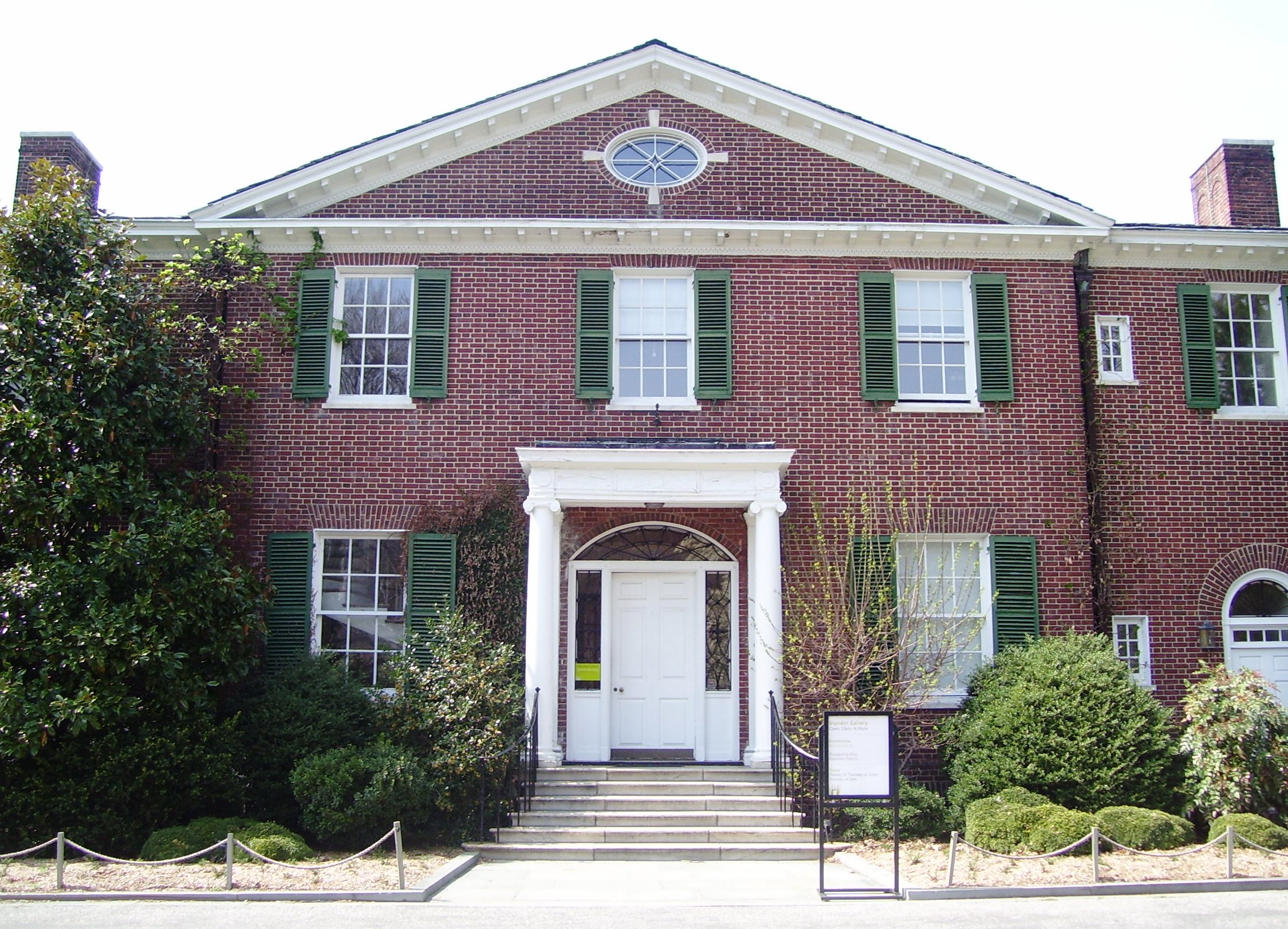
Дом Глиндор
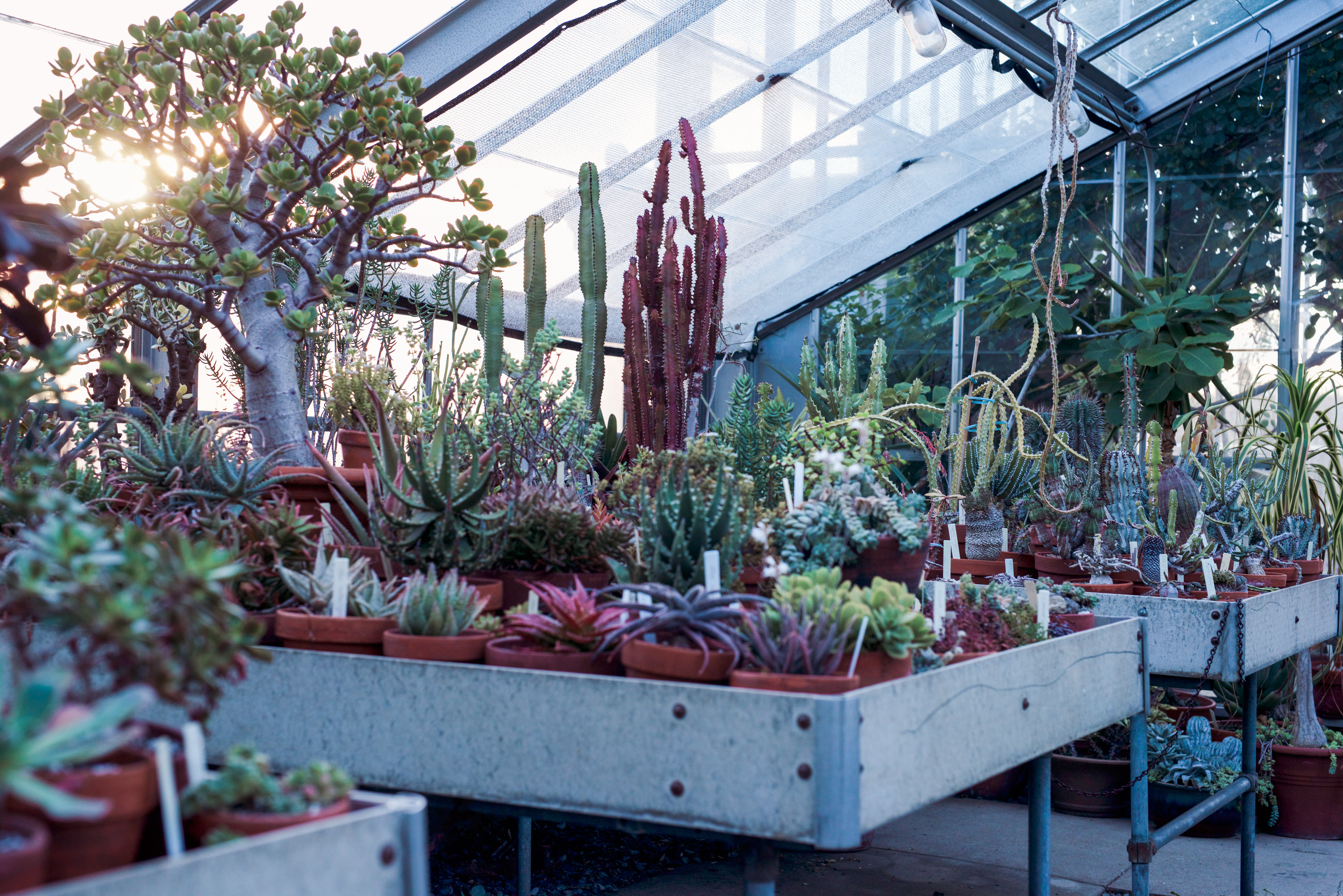
Оранжерея Марко Поло в Уэйв-Хилл
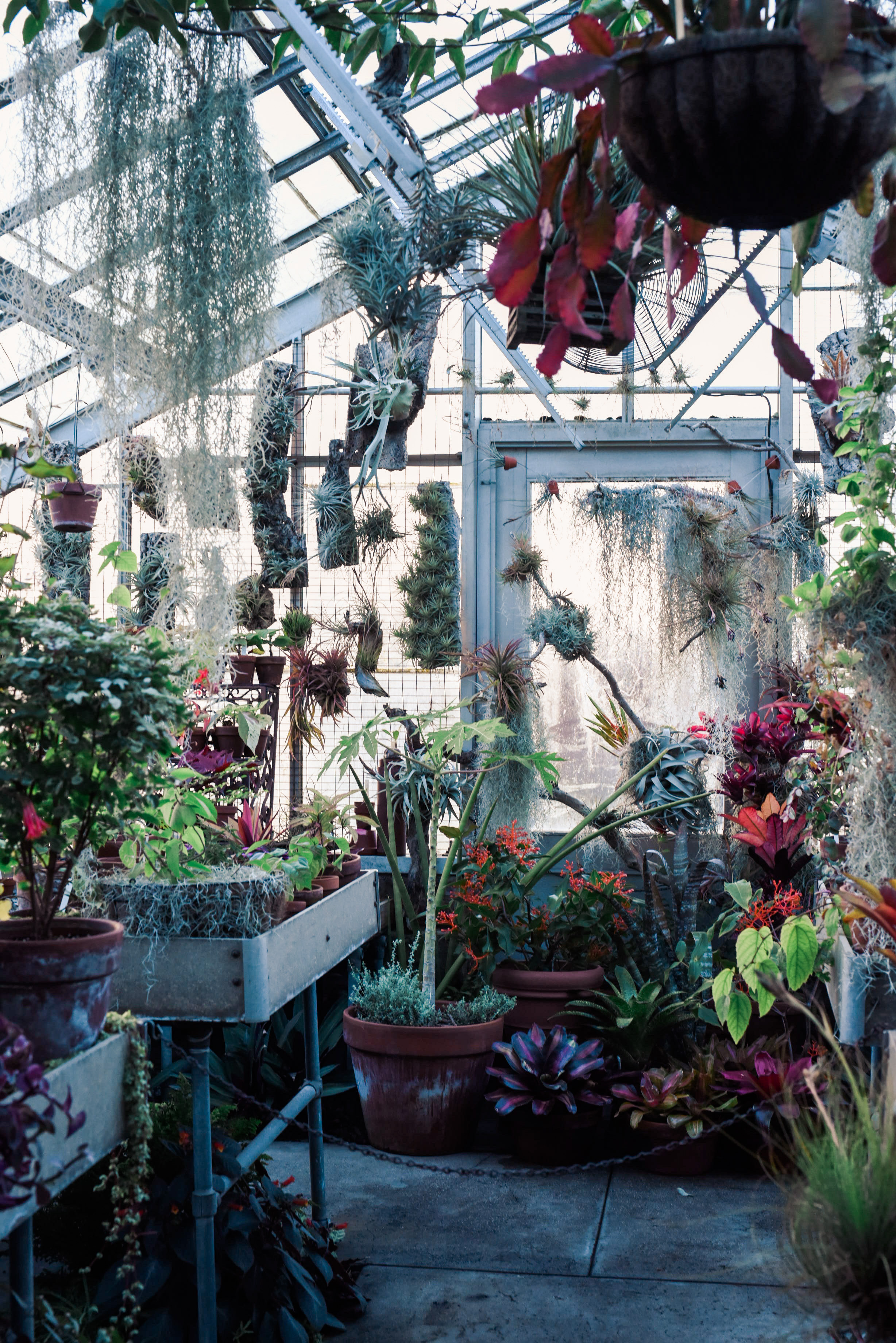
Оранжерея (2)